# TSV Haunstetten
Der TSV Haunstetten ist ein Breitensportverein aus Augsburg mit Abteilungen für Aikido, Alpin, Badminton, Basic Sports, Basketball, Eislaufen, Fußball, Handball, Karate, Leichtathletik, Schach, Schwimmen, Squash, Stockschießen, Taijiquan, Tennis, Tischtennis, Turnen und Volleyball. Mit etwa 3000 Mitgliedern ist er nach eigenen Angaben einer der größten Sportvereine in Augsburg.

## Geschichte
Im Jahre 1892 wurde der Verein von 21 sportbegeisterten Männern unter dem Namen Turnverein Haunstetten (TV Haunstetten) gegründet. Wie der Name schon aussagt wurde als erstes die Abteilung Turnen ins Leben gerufen. Der Turnbetrieb fand bis 1914 in den Gaststätten Sonne und Jägerhaus statt. Die erste Satzung wurde 1895 verfasst. Ein Jahr später wurden die erste Vereinsflagge gehisst.
Die erste Turnhalle wurde von 1914 bis 1916 gebaut und ist heute die Turnhalle alt. Sie wurde unter anderem als Lazarett während des Ersten Weltkriegs (1914–1918) genutzt. Während des Zweiten Weltkriegs zerstörten vier Luftangriffe den Turnhallenkomplex, sodass man wieder in die alten Räumlichkeiten umziehen musste.
1946 wurde der Name in Turn- und Sportverein Haunstetten umgeändert. Ein Jahr danach begann der Wiederaufbau der Turnhalle, der 1954 abgeschlossen war. Bis dahin gab es bereits sieben Abteilung beim TSV. Neben dem Turnen konnte Fußball (seit 1920), Bergsteigen/Wandern (1928), Skilaufen (1928), Tennis (1934) und Tischtennis (1952) betrieben werden. Hinzu kamen noch: Handball (1958), Leichtathletik (1969), Eissport(1973), Stockschützen (1973), Schwimmen (1974) und Basketball (1974).
Im Jahre 1974 trat der Schachklub Haunstetten dem TSV Haunstetten als eigenständige Abteilung bei und konnte mit Hilfe von Hermann Höltl die Wünsche nach einem Schachzentrum verwirklichen. Die Schachabteilung gilt seit diesem Zeitpunkt als eine der erfolgreichsten in Bayern und spielt derzeit in der Bayerischen Landesliga.
Neugründungen folgten durch Volleyball (1978), Badminton (1989) und Aikido (1999). Die bislang letzte Abteilung wurde 2009 mit Basic Sports gegründet.
Der Bau der Albert-Loderer-Halle wurde 1987–1988 vollzogen. 2007 wurde auf dem Dach der Halle eine Photovoltaikanlage errichtet.

## Handball
Nach der Gründung der Abteilung 1958 spielte man viele Jahre in der Bayernliga (Oberliga). Erst nach fast 50 Jahren schaffte es die erste Damenmannschaft in der Saison 2004/05 in die Regionalliga aufzusteigen. Im darauffolgenden Jahr erzielte man einen guten 4. Platz in der Staffel Ost, der zur Teilnahme an der Aufstiegsrunde qualifizierte. Diese Aufstiegsrunde beendete man mit einem guten 7. Platz. Im Jahr darauf spielte man zwar in der Abstiegsrunde, konnte aber mit einem 2. Platz souverän die Klasse halten. Erst in der Saison 2007/08, in der die Auf- und Abstiegsrunden abgeschafft wurden, stieg man auf dem 12. Platz wieder in die Bayernliga ab, der Wiederaufstieg in die 3. Liga (ehemals Regionalliga) gelang in der Saison 2010/11. In der Saison 2013/14 belegte die Mannschaft den 2. Platz und qualifizierte sich für die Relegationsrunde. Der TSV Haunstetten setzte sich in der Relegation erfolgreich gegen den TuS Lintfort durch und stieg in die 2. Bundesliga auf. Weitere Erfolge waren die Bayerischen Meisterschaften 2005 und 2011, die sie jeweils in die dritte Liga führten.
Die erste Männermannschaft spielte seit der Saison 2007/08 im Bayerischen Oberhaus (Bayernliga). Mit dem 3. Platz in der Spielzeit 2013/14 erreichten die TSV-Männer die bisher beste Platzierung in dieser Liga. Nach dem Abstieg in der Saison 2018/19 gelang ihnen in der darauffolgenden Spielzeit der direkte Wiederaufstieg in die Viertklassigkeit. 2007 und 2020 gewannen sie jeweils die Meisterschaft in der Bayerischen Landesliga Süd mit Aufstiegsrecht.
Erwähnenswert wäre noch das die gute Jugendarbeit des TSV Haunstetten schon viele Talente herausgebracht hat. Nach Andrea Langner (Jahrgang 1969), Barbara Hetmanek (`88) und Patrizia Horner (`94) ist Sarah Irmler (`97) bereits die vierte Jugendspielerin in Diensten des TSV Haunstetten, die zu nationalen Ehren gelangt.
- Bundesligist A-Jugend (weiblich) 2020/21  Bundesligist A-Jugend (männlich) 2011/12

### Spielerpersönlichkeiten
| - Sarah Irmler, Nationalspielerin Beachhandball - Magdalena Frey, Nationalspielerin Beachhandball - Christine Königsmann, Nationalspielerin Beachhandball | - Ardiana Merditaj - Barbara Hetmanek - Michelle Schäfer (Nationalspielerin) |

## Eishockey
Die Eishockeyabteilung des TSV Haunstetten nahm zwischen 1988 und 1994 am Spielbetrieb des Bayerischen Eissportverbandes BEV teil. Davon gehörte die Abteilung des TSV zwei Jahre der „Bayerischen Kreisliga“ und vier Jahre der „Bayerischen Landesliga“ an. Die größten Erfolge des TSV Eishockeyteams waren 1986 die Vizemeisterschaft der Kreisliga Bayern West sowie der Aufstieg in die Landesliga und 1994 die Vizemeisterschaft der Landesliga Bayern West. Nach dem Rückzug aus dem Ligaspielbetrieb hat sich in Haunstetten eine Hobbymannschaft gebildet, die an Hobbyturnieren teilnimmt u. a. auch am Schwabencup.
Erfolge
- 1993/94 Vizemeister der Landesliga-Bayern Gruppe D (West)
- 1987/88 Aufstieg in die Eishockey-Landesliga Bayern
- 1987/88 Vizemeister der Kreisliga Bayern Gruppe C (West)
- 1985/86 Vizemeister der Kreisliga Bayern Gruppe D (West)

## Fußball
Auch die Fußballabteilung konnte in der Saison 2004/2005 einen großen Erfolg verzeichnen. Nach vielen Jahren in der Kreisklasse, Kreisliga und Bezirksliga, schaffte man es erstmals nach zehnjähriger Abstinenz wieder in die Bezirksoberliga aufzusteigen. Nachdem man die Klasse im darauffolgenden Jahr hielt, musste man jedoch nach vielen Abgängen in die Bezirksliga und dann sogar in die Kreisliga absteigen. Von 2012 bis zum erneuten Abstieg 2018 spielte der TSV Haunstetten noch einmal in der Bezirksliga Schwaben Süd.

## Tischtennis
Die Tischtennisabteilung wurde 1952 gegründet. Nach wenigen Jahren spielte die Damenmannschaft in der höchsten deutschen Spielklasse, der Oberliga, ehe das Team 1959 nicht mehr für diese Klasse gemeldet wurde. Bekannte Spielerinnen waren Ursel Gesswein sowie die bayerische Jugendmeisterin und deutsche Nationalspielerin Heide Dauphin.

## Sportanlagen
Zu den Sportanlagen des TSV Haunstetten zählen neben der Albert-Loderer-Halle und ihrem Fußballplatz, den Kegelbahnen und dem Trainings- und Reha-Zentrum folgende Einrichtungen: Die Sportanlage Haunstetten mit dem 2009 wiederaufgebauten Kunsteisstadion und der Stockschützenanlage, der Tennisanlage MatchPoint, dem Haunstetter Hallenbad mit dem Fußballfeld R9, der Sporthalle Haunstetten und der TSV-Turnhalle (Turnhalle alt) und nicht zuletzt dem Hermann-Höltl-Schachzentrum. Alle Sportanlagen liegen im Gebiet Augsburg (siehe Augsburg#Freizeit- und Sportanlagen).

## Auszeichnungen
Dem TSV Haunstetten wurden folgende Auszeichnungen verliehen:
- Pluspunkt Gesundheit
- Der Gesundheitsclub im Sportverein
- Die Silberne Raute des BFV (Bayerischer Fußball-Verband)
- Die Goldene Raute mit Ähre (Bayerischer Fußball-Verband)
- Sport pro Gesundheit